# Hercostomus maoershanensis
Hercostomus maoershanensis är en tvåvingeart som beskrevs av Zhang, Yang och Kazuhiro Masunaga 2004. Hercostomus maoershanensis ingår i släktet Hercostomus och familjen styltflugor. Inga underarter finns listade i Catalogue of Life.